# Francesco Mancini (peintre)
Pour les articles homonymes, voir Mancini.
Francesco Mancini (Sant'Angelo in Vado, 1679 - Rome, 1758) est un peintre italien baroque et rococo actif dans la première moitié du XVIIIe siècle.

## Biographie
Élève de Carlo Cignani à Bologne, Francesco Mancini se rend à Rome, où il se fixe et où il est considéré comme l'un des plus grands peintres de l'époque suivant le style de Carlo Maratta.
Nombre de ses tableaux, peints à l'huile ou à fresque, sont à thème religieux et se trouvent dans les églises de Rome et de plusieurs villes des États pontificaux (Urbino, Fabriano, Forlì, Macerata).
Il travaille aussi pour les galeries étrangères et excelle également dans les tableaux à thème historique.
Sebastiano Ceccarini, Domenico Corvi, Giovanni Andrea Lazzarini et Niccolò Lapiccola comptent parmi ses élèves.

## Œuvres
- Flore (vers 1725), huile sur toile, 51,5 × 39,5 cm, Musée du Louvre, Paris.
- Mariage mystique de sainte Catherine.
- Lutte entre Cupidon et Pan, huile sur toile, 125 x 92 cm, Musée du Vatican, Pinacothèque vaticane.
- Miracle de saint Pierre à la porte du temple de Jérusalem, palais de Monte Cavallo.
- Apparition de Jésus-Christ à saint Pierre, Philippins, Città di Castello.
- Repos pendant la fuite en Égypte, huile sur toile, 136 x 100 cm, Musée du Vatican, acheté par le pape Clément XIV en 1772 (avec deux autres tableaux eux à thème mythologique).
- Vierge à l'Enfant et saint Roch (1732)[4], huile sur toile 286,3 × 190 cm, Musée Civique, Fano.
- Saint Jean-Baptiste, Musée de l'Œuvre du Duomo, Pérouse.
- Nativité, basilique Sainte-Marie-Majeure, Rome